# Theodor Uhlig

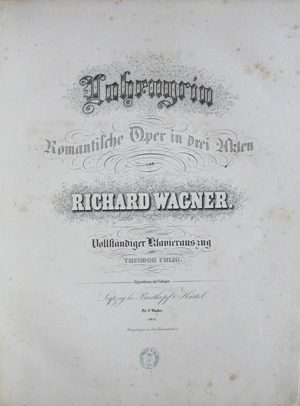
Uhligs pianoarrangemang av "Lohengrin".

Gottlob Sigismund Theodor Uhlig, född 15 februari 1822 i Wurzen, död 3 januari 1853 i Dresden, var en tysk violinist och tonsättare. 
Uhlig är mest känd för sin relation till Richard Wagner, som han under dennes landsförvisning gjorde betydande tjänster som försvarare och förkämpe i pressen (främst i "Neue Zeitschrift für Musik") och bland annat som affärsansvarig. Pianoarrangemanget av Wagners opera "Lohengrin" är utarbetat av Uhlig. År 1888 utkom Wagners brev till Uhlig och hans skrifter utgavs av Ludwig Frankenstein 1914.